# 순정만화 (만화)
《순정만화》는 강풀이 그린 대한민국의 만화이다.

## 영화화
2008년 11월, 영화화되어 공개되었다.